# سیارک ۱۶۵۰۵
سیارک ۱۶۵۰۵ (به انگلیسی: 16505 Sulzer، نامگذاری:1990TB13) شانزده هزار و پانصد و پنجمین سیارک کشف شده‌است که در ۱۲ اکتبر ۱۹۹۰ کشف شد.
قدر مطلق سیارک برابر ۱۳٫۶۰ است.